# Кляйн, Уильям
Уильям Кляйн (англ. William Klein; 19 апреля 1926[…], Манхэттен, Нью-Йорк или Нью-Йорк, Нью-Йорк — 10 сентября 2022[…], XIV округ Парижа) — французский фотограф и кинорежиссер американского происхождения, известный своим ироничным подходом и широким использованием необычных фотографических приёмов в области фотожурналистики и модной фотографии. Занимает 25 место в списке ста самых влиятельных профессиональных фотографов.

## Общая информация
Кляйн начинал как успешный художник, проходя обучение у Фернана Леже. Известность фотографа Кляйн обрел благодаря съёмкам для журнала моды Vogue и своими фоторепортажами о различных городах мира. Он выступил режиссером многих художественных и документальных фильмов, а также более чем 250 телевизионных рекламных роликов. Кляйн является победителем премии Prix Nadar (1957), почётным стипендиатом 
 Королевского фотографического общества (1999), а также лауреатом премии «За выдающиеся достижения в области фотографии» Sony World Photography Awards (2012).

## Биография и творческий метод

#### Детство и ранние годы
Кляйн родился в Нью-Йорке в бедной еврейской семье. После окончания средней школы поступил в Городской Колледж Нью-Йорка на факультет социологии. Во время Второй мировой войны месте с американскими войсками находился в Германии, затем во Франции, где он и поселился после окончания службы.

#### Учеба и начало карьеры
В 1948 году Кляйн поступил в Сорбонну, а затем учился живописи у Фернана Леже, проявляя интерес к абстрактной живописи и скульптуре. В 1952 году он провёл две успешные персональные выставки в Милане и начал сотрудничество с архитектором Анджело Манджаротти. Кляйн также экспериментировал с кинетическим искусством, и именно на своей выставке кинетических скульптур встретился с Александром Либерманом, арт-директором журнала Vogue. С этого момента, несмотря на отсутствие формального образования, Кляйн приобретает популярность как фотограф, снимая для Vogue.

#### Работа в области фотографии
В 1957 году Кляйн выигрывает премию Prix Nadar за книгу фотографий о Нью-Йорке (англ. William Klein: Life is Good & Good for You in New York.). Работы Кляйна считались революционными благодаря своему «двусмысленному и ироничному подходу к миру моды», его «бескомпромиссному отвержению преобладающих правил фотографии того времени», частому использованию широкоугольных объективов, естественного освещения и приёма «сдергивания кадра». Отвечая на вопрос о частом использовании этого приёма, Кляйн отвечал:
Если вы внимательно посмотрите на жизнь, вы увидите нечеткие края. Встряхните рукой. Неясные очертания — часть жизни .
Самыми известными фотографическими работами Кляйна являются Gun 1, Нью-Йорк (1955), The Holy family on bike (Рим, 1956), Cineposter (Токио, 1961), Vogue (манекенщицы на улицах Нью-Йорка, Рима и Парижа, сфотографированные для журнала Vogue, 1963), Love on the Beat (обложка альбома Сержа Генсбура, 1984), Club Allegro Fortissimo (1990) и Autoportrait (книга раскрашенных контактных отпечатков, 1995).

#### Кляйн и Картье-Брессон
В те времена, когда в мире фотографии безусловным авторитетом являлся Анри Картье-Брессон, Кляйн оставался верен себе, отрицая большинство установленных Картье-Брессоном стандартов.
Мне нравились фотографии Картье-Брессона, но мне не нравились его правила. Поэтому я отменил их. Я считал нонсенсом его утверждение, что фотография должна быть объективной. Потому что не существует фотографа, способного во имя объективности, начать все с чистого листа… Большинство приёмов, которые я использовал в фотографии, сегодня считаются приемлемыми, за исключением, возможно, использования широкоугольного объектива. Для меня он казался более нормальным, чем 50 мм объектив. Я бы даже сказал, что 50 мм объектив — это наложение ограничивающей точки зрения. Но ни одна линза не является нормальной или правильной. Потому что в жизни мы смотрим двумя глазами, а у камеры только один. Так что какой бы объектив ни использовался, любая фотография будет искажением того, что мы видим на самом деле.

#### Кляйн и кинематограф
В середине 1960-х Кляйн переходит к занятиям кинематографом и до 1980 года практически отходит от фотографии. В одном из интервью на вопрос, в чём заключается разница между фотографией и кино, он полушутя ответил:
В том, что в кино за тобой носят всю аппаратуру, а в фотографии ты должен носить всё сам. Но есть, конечно, и другие отличия. В кино есть история. Фотографию гораздо тяжелее читать. Ты делаешь снимок, но люди не всегда его понимают. Считается, что фотографируют ради шутки, чтобы застать человека, который ковыряется в носу, врасплох. В кино же есть начало и конец, и зрителю гораздо легче сохранять концентрацию.

## Публикации
- Klein W. New York. London: Photography Magazine, 1956.
- Klein W. Life is good and good for you in New York: Trance Witness Revels. New York 1954—1955.
- Klein W. Rome. Paris. Éditions du Seuil, 1958.
- Klein W. Moscow. New York: Crown, 1964.
- Klein W. Tokyo. New York: Crown, 1964.
- Klein W. Mister Freedom. Tokio: Korinsha Press, 1970.
- Klein W. Close up. London: Thames & Hudson, 1989.
- Klein W. Torino '90. Milano: Federico Motta Editore, 1990.
- Klein W. Mode in & out. Paris: Seuil, 1994.